# CH-зорі
CH-зорі — особливий вид вуглецевих зір, що характеризуються посиленими лініями поглинання CH (метин або метилідин, 416,4 нм). Уперше такі зорі виділив в окрему групу Філіп Кінан в 1942 році.

## Особливості
На діаграмі Герцшпрунга—Рассела CH-зорі (разом із барієвими зорями) прилягають до низькотемпературної групи вуглецевих зір (4000—5000 K) і відрізняються значно меншою металічністю (зокрема, дефіцитом металів групи заліза) — у 10—30 разів менше, ніж на Сонці. 
CH-зорі належать до старого зоряного населення (II типу) — їх знаходять переважно в галактичному гало та в кулястих скупченнях.

## Походження
Встановлено, що багато CH-зір входять до складу подвійних систем і є підстави вважати, що вони всі подвійні. Тому висунуто гіпотезу, що подібно до барієвих зір, вони зазнали змін хімічного складу внаслідок акреції речовини від супутника, що був колись вуглецевою зорею.
Тривалі спостереження променевої швидкості виявили періодичні її зміни (майже в усіх спостережуваних зір), що означає наявність у цих зір супутників і підтверджує гіпотезу про їх подвійну природу.

## Приклади
- V Ari
- ST Phe
- HD 26
- HD 198269
- HD 4395
- HD 5223
- HD 11377